# Profezia
Una profezia è un'affermazione che prevede il futuro. Tuttavia, c'è un'importante differenza tra profezia e previsione: una previsione ha alla base un processo empirico e logico, mentre una profezia non è legata a dati di fatto e ragionamenti, ma alla supposta prescienza o chiaroveggenza di chi se ne fa portatore. In senso più lato, la profezia può anche essere legata alla capacità pragmatica del "profeta" di evocare gli avvenimenti storici da lui voluti influenzando così il futuro. In quest'ultimo senso, in cui si parla anche di profezia che si autoadempie, il termine "profezia" è stato applicato a filosofi come Emerson e Nietzsche.

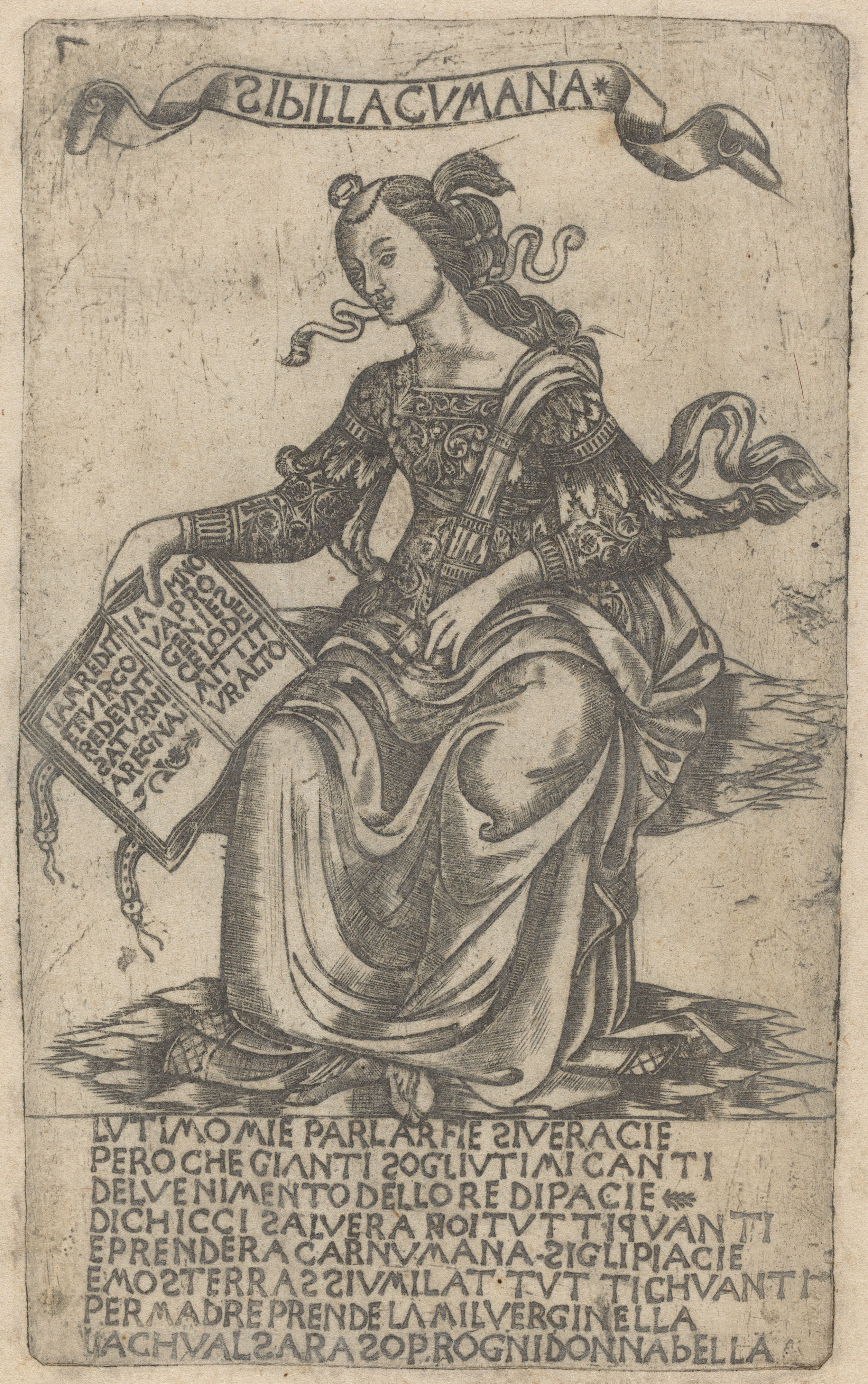
La Sibilla Cumana che trae le sue profezie in forma di sentenze (incisione di Baccio Baldini, XV sec.)

## Profezia nelle religioni
Le tre religioni abramitiche (Ebraismo, Cristianesimo, Islam) danno grande importanza ai profeti e alle profezie. Il termine profeta, però, indica "colui che parla per conto di Dio": la profezia è quindi un messaggio che Dio, attraverso il profeta, vuole far giungere agli uomini e che non necessariamente consiste nella rivelazione di un evento futuro.
Nell'Ebraismo e nel Cristianesimo compaiono profezie nel senso moderno del termine: le più importanti sono quelle che annunciano il compimento del disegno divino e l'avvento del regno del Messia, e quelle escatologiche; nell'Islam Maometto riceve una rivelazione su Dio, sull'uomo e sulla vera religione e la previsione di eventi futuri si limita all'escatologia. I profeti dell'Islam sono 24 già presenti nell'Ebraismo e nel Cristianesimo (tra i quali vi sono anche Abramo, Noè, Mosè e Gesù Cristo, che sono gli arciprofeti, sui quali si basa anche la Shari'a), con in aggiunta l'arciprofeta Maometto.
La maggior parte delle religioni cristiane distingue la profezia intesa nell'Antico Testamento, quando non esisteva la parola di Dio completa come esiste oggi, e la profezia del Nuovo Testamento (nei Vangeli, nelle Lettere di Paolo, nell'Apocalisse di Giovanni). Nell'A. T. il profeta parlava secondo quanto Dio gli aveva suggerito (in visione, direttamente o quant'altro) e riportava spesso avvenimenti che sarebbero successi in futuro. Ciò serviva per confermare la parola di Dio e la cultura cristiana che si sarebbe poi manifestata con la venuta del Messia. 
Oggi nelle chiese di tipo tradizionale l'accezione di profeta o profezia è diversa e più esattamente quella di essere capaci d'interpretare la parola di Dio applicandola ai bisogni, spirituali e non, dell'uomo. Nelle chiese evangeliche pentecostali e carismatiche, si crede ancora oggi nel dono di profezia per i credenti laici, ritenuto uno dei carismi elargiti dallo Spirito Santo, e nel ministero profetico per alcuni pastori. Attraverso questi doni Gesù Cristo edifica, esorta e consola chi crede in lui (1Cor14,3) rivelando cose di cui le persone presenti non sono al corrente. Viene così data pubblica testimonianza della realtà della vita eterna, anche ai non credenti(1Cor14,24-25). Non sempre le profezie sono precise o veritiere, per questo motivo vanno sottoposte al discernimento ecclesiale (1Cor14,29;1Ts5,19-21)...
Nell'ambito delle religioni legate al Cristianesimo, i Mormoni credono nelle profezie contenute, oltre che nella Bibbia, nel Libro di Mormon; vari movimenti cristiani predicarono profezie aventi come fondamento il millenarismo.
Nel mondo antico la profezia ebbe una grande diffusione, già nelle religioni indiane: il Buddhismo, l'Induismo e il Giainismo. Nel VI sec. a. C. in Persia il profeta Zarathustra fondò il Mazdeismo basato su varie profezie, inclusa quella di un Giudizio Universale, e sull'attesa escatologica di un Messia.
Nel mondo greco e romano esistevano delle profetesse dette Sibille; la più importante per i Romani era la Sibilla Cumana. Inoltre, nell'antica Roma, in caso di necessità, si consultavano i profetici Libri sibillini (adire ad libros Sibyllinos). Lo stesso poeta latino Virgilio nella IV delle sue Bucoliche tratta della venuta di un puer (fanciullo) rigeneratore del mondo nonché di una futura età dell'oro. Presso gli Etruschi ed i Romani esistevano dei collegi sacerdotali con il compito di prevedere il futuro, di compiere quindi una profezia (vaticinium): gli aruspici (haruspices) che analizzavano le viscere degli animali (il fegato in particolare) e gli auguri (augures) i quali prevedevano il futuro in base al volo ed al comportamento degli uccelli (aves inspicĕre) o di altri animali o in base allo studio di fenomeni celesti come i fulmini (scienza fulgurale).
Nell'antica Grecia esistevano le profezie degli oracoli, i più noti dei quali erano la Pizia, sacerdotessa di Apollo (dio della divinazione) a Delfi, e l'oracolo di Zeus a Dodona nell'Epiro.
Nel corso del Medioevo nel mondo cristiano si svilupparono poi movimenti profetici come quello di fra Dolcino  e del frate calabrese Gioacchino da Fiore (gioachimismo). Lo stesso Dante Alighieri, vivendo nella temperie culturale del suo tempo, risentì dell'influsso delle correnti profetiche tanto che nella Divina Commedia la profezia è un tema ricorrente (dal Veltro alle profezie sull'esilio). In letteratura si ricordano anche le profezie delle streghe (witches) nel Macbeth di Shakespeare nonché quelle della Sibilla Cumana e di Anchise ad Enea nell'Eneide virgiliana (libro VI).
Sono di contenuto profetico anche molti messaggi contenuti nelle apparizioni mariane avvenute fra il XIX ed il XX secolo, come quelle di Nostra Signora di La Salette e di Lourdes in Francia, di Fatima in Portogallo e di Međugorje in Bosnia ed Erzegovina.

## Ebraismo
Nella Guida dei perplessi Maimonide individua 12 livelli di profezia. Tra i veri profeti, i Neviìm, la tradizione ebraica ne individua altri non citati nel Tanakh. La profezia non è soltanto previsione del futuro, ma anche conoscenza degli eventi passati e presenti e cose in genere non necessariamente vicini o precedentemente conosciuti dal profeta ma rivelati direttamente da Dio allo stesso; è inoltre apprendimento, rivelato da Dio, della sapienza divina della Torah e della sua parte nascosta, la Qabbalah. La condizione profetica può presentarsi, in modo momentaneo o continuamente, in modo estatico o senza uno stato estatico; il profeta risulta tale sia per elevazione intellettiva e spirituale sia per visioni di angeli e manifestazioni divine o di Dio stesso nella Shekhinah.
Spesso il livello profetico è strutturato logicamente ma, come ammette anche Maimonide, non tutte le concezioni o i concetti possono essere correlati tramite l'interpretazione esegetica, ciò benché possano essere trovati elementi di molti concetti in altre concezioni più ampie.
Come ricorda Chaim Luzzatto nel testo 138 Aperture di Saggezza l'essenza della profezia ([secondo le radici della grazia]) può giungere al profeta in forme differenti le cui qualità descrivono l'entità del messaggio, sia essa la stessa profezia trasmessa più di una volta o il manifestarsi di uno o più messaggi da Dio allo stesso: essa si presenta quindi all'intelletto, tramite visione mistica o come segno, anche secondo il Governo divino della provvidenza nella Creazione; per associarvene la modalità della saggezza, come considerato spesso differente o non necessariamente correlata alla profezia, egli dimostra per esempio che la figura del "leone" viene messa ontologicamente a confronto con l'archetipo Chessed inoltre afferma che spesso l'archetipo risulta il medesimo anche in diverse forme e che appunto la natura di tali entità definisce il significato del messaggio divino trasmesso tramite la profezia.
Durante il periodo del Tempio di Salomone, con l'avvicinarsi del momento della sua distruzione, vi fu anche la falsa profezia.
La profezia non riguarda solo il popolo ebraico inoltre esistono anche profezie di non ebrei, come il caso di Balaam.
Alcune opinioni attestano che dal momento della distruzione del Tempio di Gerusalemme la profezia non sia stata presente, ma secondo altre vi furono rari casi, manifestatisi anche con il Ruach haQodesh che invero non deve essere considerato stato profetico completo: infatti alcuni Chakhamim possono essere pervasi dallo spirito santo senza per questo necessariamente profetizzare o essere profeti.
La profezia risulta presente nell'era messianica avvenuta.

## Profeti "isolati"
Altri tipi di profeti, come Nostradamus, hanno lasciato indicazioni su fatti futuri che secondo gli scettici sono così vaghe che potrebbero riferirsi a qualunque evento. Qualcosa di simile accade anche con alcune profezie appartenenti alla tradizione delle grandi religioni monoteiste (Profezia sui papi). Le profezie apocalittiche hanno come tema principale la fine del mondo o Armageddon.

## Scetticismo
I più scettici fanno notare che molto spesso si viene a conoscenza che una profezia era stata fatta dopo che l'evento "predetto" si è verificato. Ad esempio, subito dopo l'attentato dell'11 settembre 2001 molti furono i profeti post eventum, ovvero coloro che dissero di averlo previsto. Questo conferisce a molte profezie l'aspetto di semplici leggende metropolitane e a molti profeti la fama di ciarlatani.